# Liste der Nummer-eins-Hits in den Hot 100 Airplay (1999)
Diese Liste enthält alle Nummer-eins-Hits in den Hot 100 Airplay im Jahr 1999. Es handelt sich hierbei um die Musikcharts mit den von den Radiostationen in den USA am häufigsten gespielten Musiktiteln, die vom US-amerikanischen Magazin Billboard veröffentlicht wurden. In diesem Jahr gab es elf Spitzenreiter.
| Singles |
| --- |
| - Brandy – Have You Ever? - 9 Wochen (26. Dezember 1998 – 26. Februar 1999) - Goo Goo Dolls – Slide - 1 Woche (27. Februar – 5. März) - Monica – Angel of Mine - 2 Wochen (6. März – 19. März) - TLC – No Scrubs - 13 Wochen (20. März – 18. Juni) - Ricky Martin – Livin’ la Vida Loca - 4 Wochen (19. Juni – 16. Juli) - Backstreet Boys – I Want It That Way - 3 Wochen (17. Juli – 6. August) - Smash Mouth – All Star - 5 Wochen (7. August – 10. September) - Christina Aguilera – Genie in a Bottle - 3 Wochen (11. September – 1. Oktober) - Lou Bega – Mambo No. 5 - 6 Wochen (2. Oktober – 12. November) - Santana feat. Rob Thomas – Smooth - 5 Wochen (13. November – 17. Dezember) - Brian McKnight – Back At One - 6 Wochen (18. Dezember 1999 – 28. Januar 2000) |